# 朱木炎

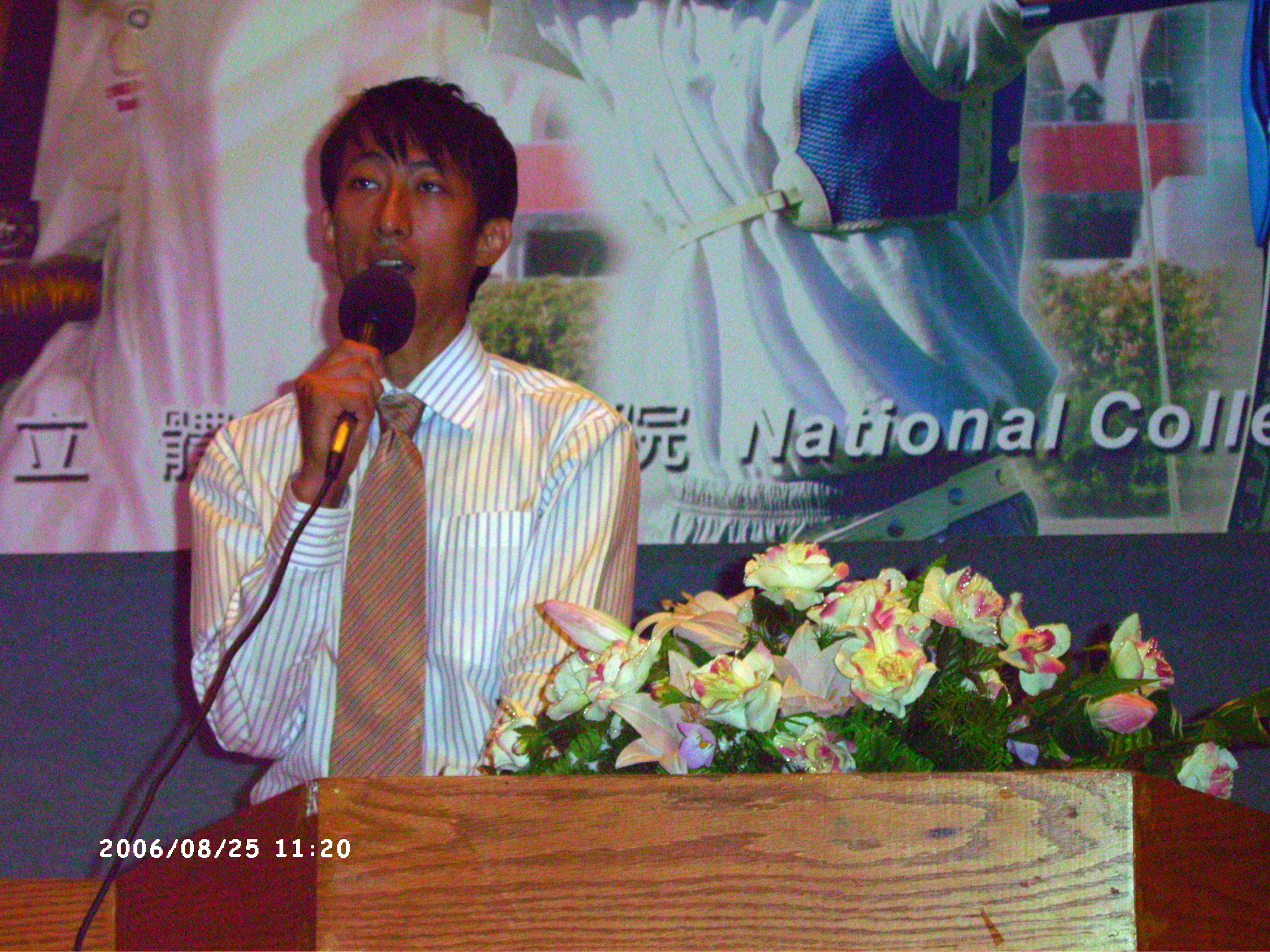
2006年

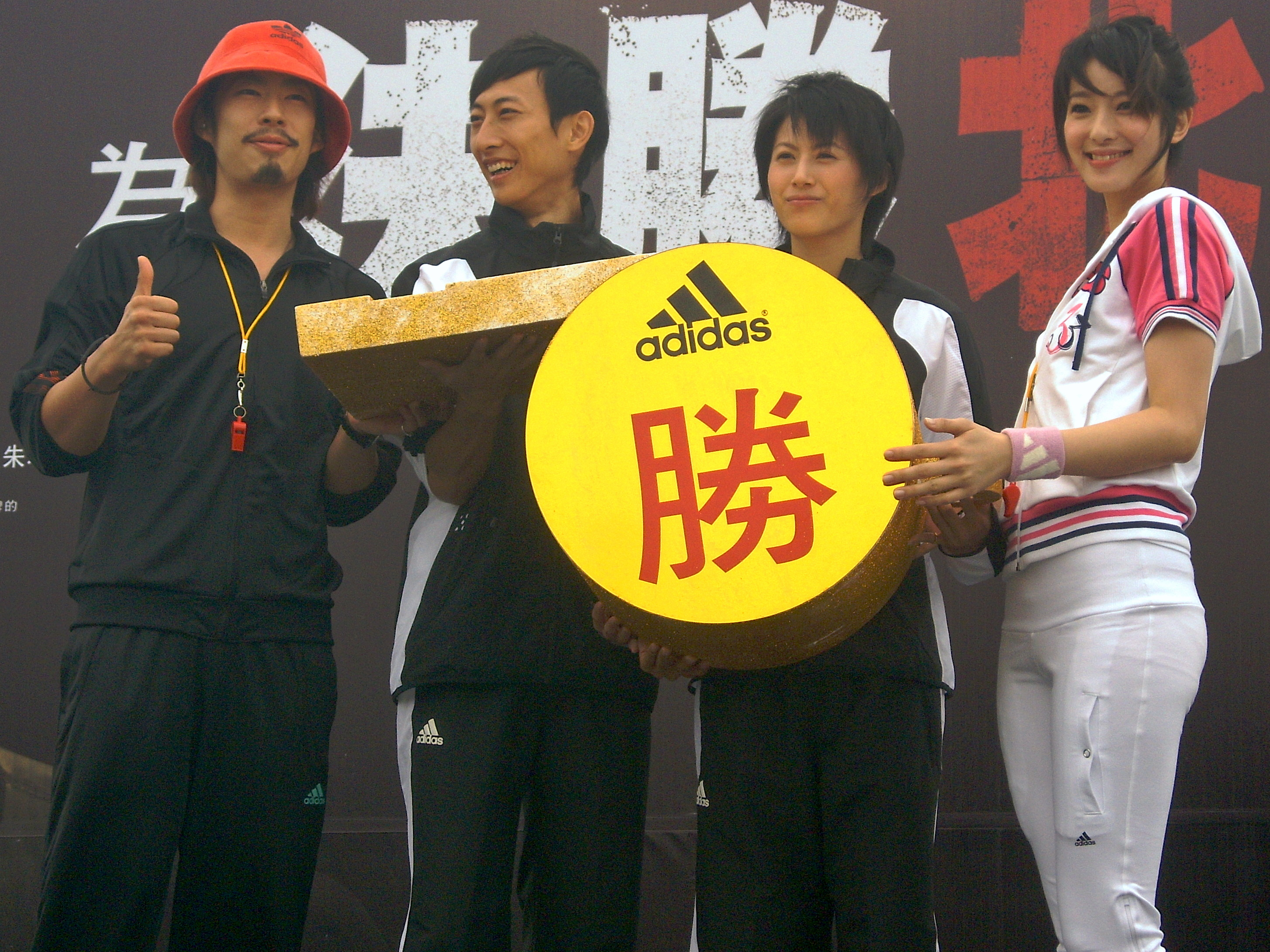
2008年，吳建豪、朱木炎、楊淑君、賴雅妍

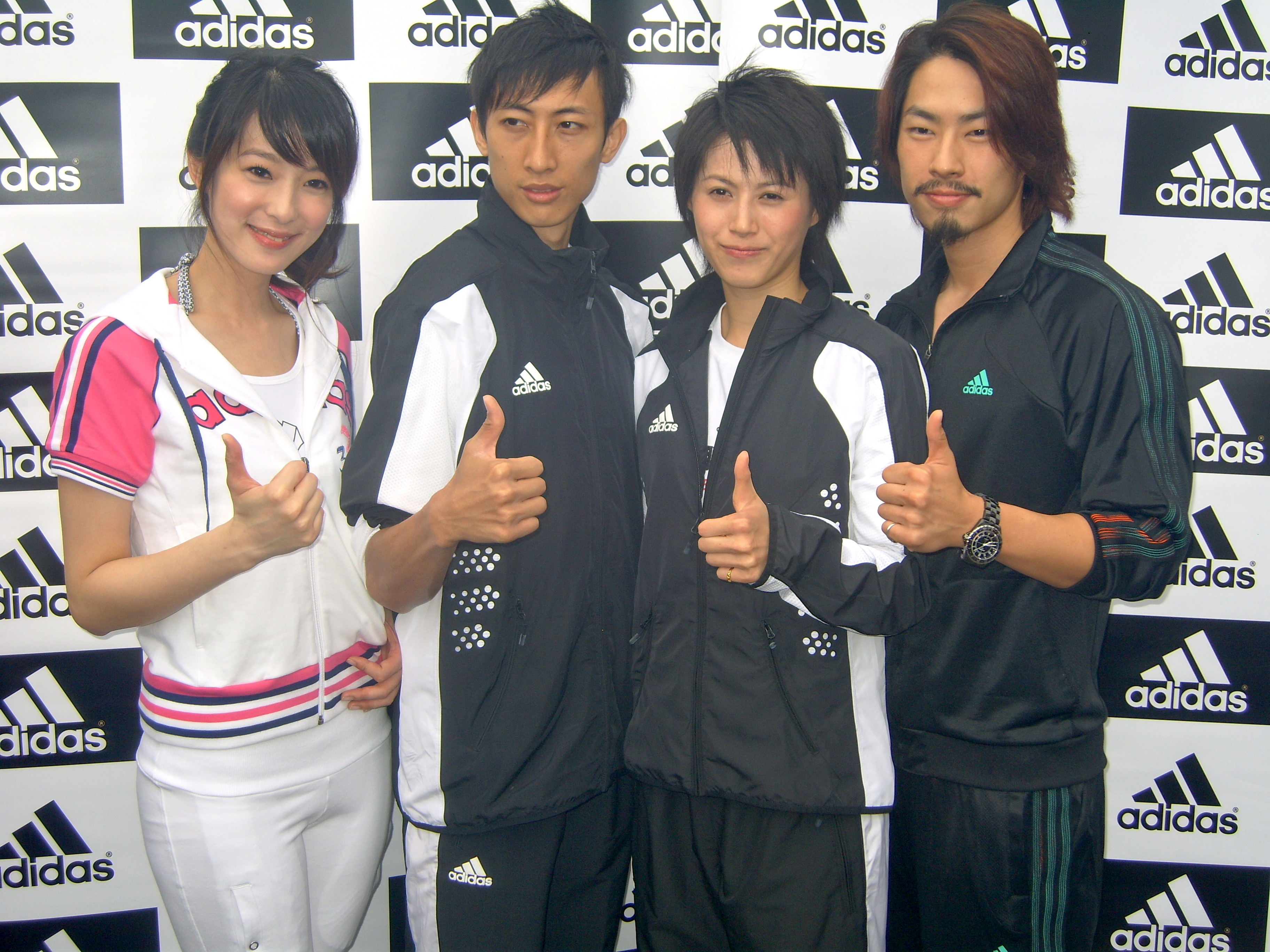
2008年，賴雅妍、朱木炎、楊淑君、吳建豪

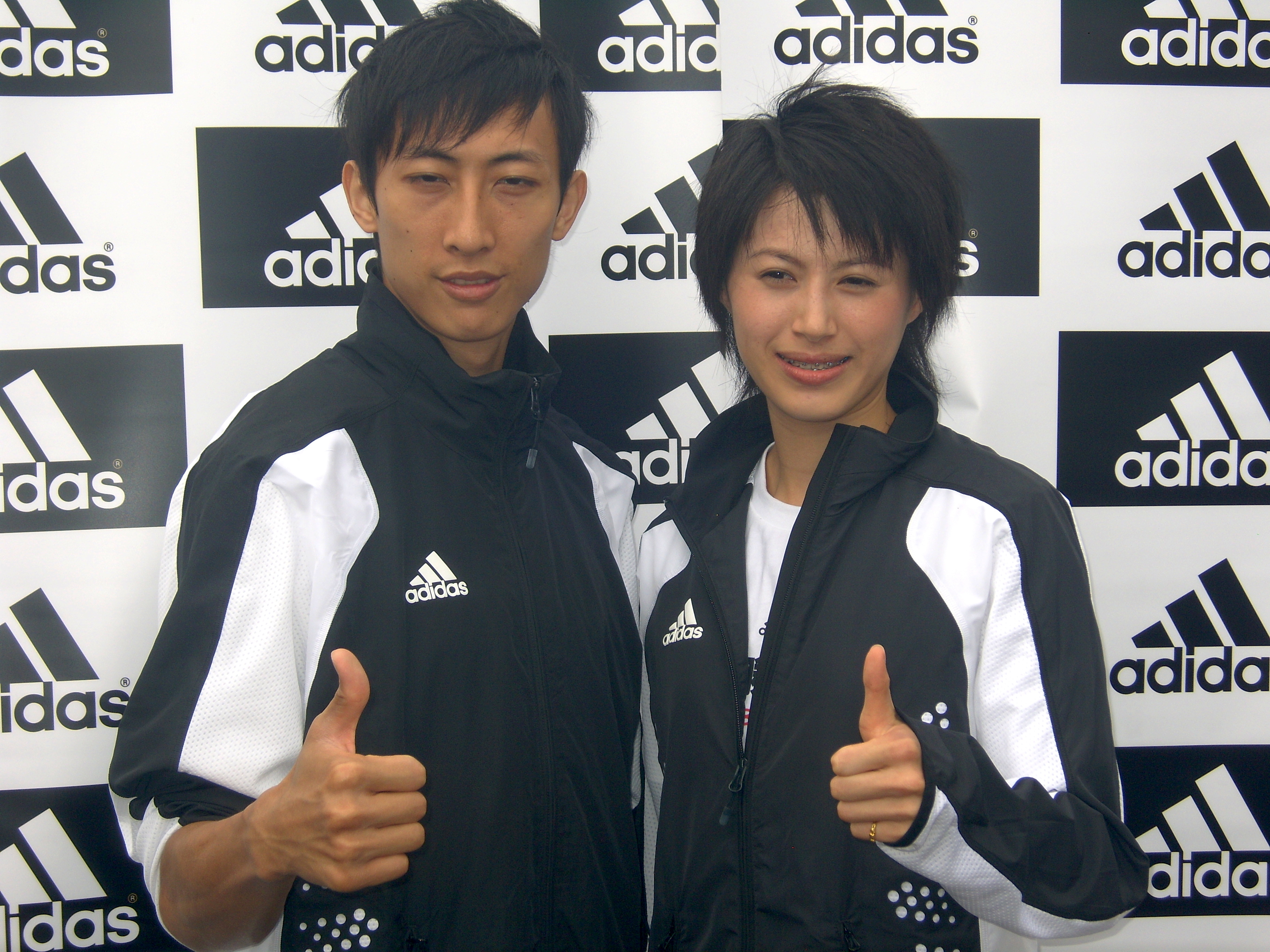
2008年，朱木炎、楊淑君

朱木炎（英語：Chu Mu-Yen，1982年3月14日—），出身桃園市平鎮區，客家裔臺灣人，臺灣跆拳道運動員，在跆拳道界被封為「臺灣戰神」。

## 生平
2004年8月代表中華臺北參加夏季奧林匹克運動會男子組第一量級（58公斤級）比賽，一路過關斬將，並在決賽中以6:1擊敗墨西哥隊選手奥斯卡·萨拉萨尔，為台灣代表隊拿下參加奧運會以來的第二面金牌。
2008年北京奧運，朱木炎被評估為具有奪金牌實力的跆拳道好手。在八強賽中的敗給當屆亞軍多明尼加選手Gabriel Mercedes。在敗部復活資格賽，先擊敗葡萄牙選手Pedro Póvoa，再擊敗泰國選手Chutchawal Khawlaor，最後獲得銅牌。賽後，朱木炎表示將正式退休，結束選手生涯。

## 國際大型運動賽會
| 年   | 賽事                           | 舉辦城市                     | 名次    | 項目       | 記錄   |
| ---- | ------------------------------ | ---------------------------- | ------- | ---------- | ------ |
| 1998 | 世界少年跆拳道錦標賽           | 土耳其伊斯坦堡               | 銀牌    | －48kg     |        |
| 2000 | 跆拳道世界盃                   | 法國里昂                     | 銀牌    | －54kg     | 2：0   |
| 2001 | 跆拳道世界盃                   | 越南胡志明市                 | 金牌    | －54kg     | 6：1   |
| 2001 | 世界跆拳道錦標賽               | 濟州特別自治道               | 銀牌    | －54kg     | 6：2   |
| 2002 | 世界大學跆拳道錦標賽           | 美国柏克萊                   | 銀牌    | Fin Weight |        |
| 2002 | 亞洲運動會                     | 釜山廣域市                   | 銀牌    | －54kg     | 8：7   |
| 2003 | 夏季世界大學生運動會           | 大邱廣域市                   | 金牌    | －58kg     |        |
| 2003 | 世界跆拳道錦標賽               | 德国巴伐利亞邦加米什帕丁基亨 | 金牌    | －58kg     | 13：11 |
| 2003 | 夏季奧林匹克運動會跆拳道資格賽 | 法國巴黎                     | 金牌    | －58kg     |        |
| 2004 | 夏季奧林匹克運動會             | 希腊雅典                     | 金牌    | －58kg     | 5：1   |
| 2006 | 亞洲跆拳道錦標賽               | 泰國曼谷                     | 銅牌    | －58kg     |        |
| 2006 | 跆拳道世界盃                   | 泰國曼谷                     | 1/4決賽 | －58kg     |        |
| 2006 | 亞洲運動會                     | 杜哈                         | 銅牌    | －58kg     | 2：1   |
| 2007 | 世界跆拳道錦標賽               | 中国北京市                   | 1/4決賽 | －58kg     | 3：1   |
| 2007 | 夏季奧林匹克運動會跆拳道資格賽 | 英国 英格兰曼徹斯特          | 金牌    | －58kg     |        |
| 2008 | 亞洲跆拳道錦標賽               | 中国河南省                   | 金牌    | －58kg     | 8：2   |
| 2008 | 夏季奧林匹克運動會             | 中国北京市                   | 銅牌    | －58kg     | 1：-1  |

## 荣誉

### 中华民国勋章奖章
- 五等景星勋章（2004年9月6日于台北总统府颁授[1]）

## 爭議事件

### 遭遇恐嚇勒索事件
2005年5月，朱木炎遭到詐騙集團連續恐嚇勒索取財。事件起因是朱木炎上網使用雅虎奇摩的網路聊天室，洩漏出自己的真實身份，被瀏覽此網路聊天室的詐騙集團掌握到機會。朱木炎先後接到三通可疑電話，分別是第一名自稱「體育報」的女記者打來；第二名可疑者是操中國口音，謊稱是找他投資；而第三名則持台灣口音，直接就在電話中恐嚇，揚言對朱木炎的家人不利。歹徒熟悉朱木炎及家人的住址、電話及行蹤。據悉，朱木炎家中玻璃於5月7日凌晨2時被人砸破。
朱木炎被詐騙集團騙走110萬元新台幣，其後歹徒連續恐嚇勒索取財數次，並波及到他家人的生命安全。朱木炎在不堪其擾之下終於報案，此事件才終於曝光。桃園地方檢查署於9月偵結此案，並找出34名被害人，檢方以常業詐欺罪嫌起訴8人，其中5人最後被法院判刑。

### 競選奧會運動員委員失格事件
2012年，中華奧林匹克委員會提名朱木炎競選國際奧會運動員委員會委員，朱木炎遭國際奧會取消資格。
7月26日，國際奧會（IOC）對朱木炎發出警告信，信件中提及他在競選時發送棒棒糖，此舉已經違反競選規定。8月9日，國際奧會因「內部理由」延遲公布票選結果。8月11日，國際奧會公布票選結果。下午宣布，朱木炎與日本運動員室伏廣治因違反競選規定，在選舉禁區拿著iPad競選，被判定失格。
朱木炎否認曾經發送棒棒糖，但他承認曾經拿著iPad至選手村向選手解釋流程爭取投票。依照國際奧會規定，不能使用電腦或靠著第三方協助拉票。中華奧會秘書長陳國儀表示，接獲IOC執委會所提出的決議會議記錄信函，其中指出朱木炎失格的理由是警告之後還繼續做類似贈送禮物的事，所以取消他的資格。對於朱木炎的部分，這次信函中所使用的字眼為「禮物」（gift），而非「棒棒糖」（lollipops）。信函中說，7月26日IOC警告朱木炎有使用禮物送人的行為，經過警告過後，朱木炎還是繼續類似的行為，因此才會取消朱木炎的資格。中華奧會主席蔡辰威已致信給IOC主席羅格（Jacques Rogge），盼羅格關注這件事情、並希望IOC能提供朱木炎違反規定的明確事證。
中華奧會向國際運動仲裁委員會提出仲裁要求。9月21日，中華奧會秘書長陳國儀表示，由於國際奧會拒絕提供證據，因此國際運動仲裁庭將正式啟動仲裁程序。2013年3月15日，仲裁委員會作出決定，認定朱木炎在倫敦奧運競選國際奧會運動委員會委員期間使用平板電腦、秀名牌，並在非許可區域拉票，違規屬實，駁回上訴。

## 外部連結
- 朱木炎在国际奥林匹克委员会的资料